# Mareograf

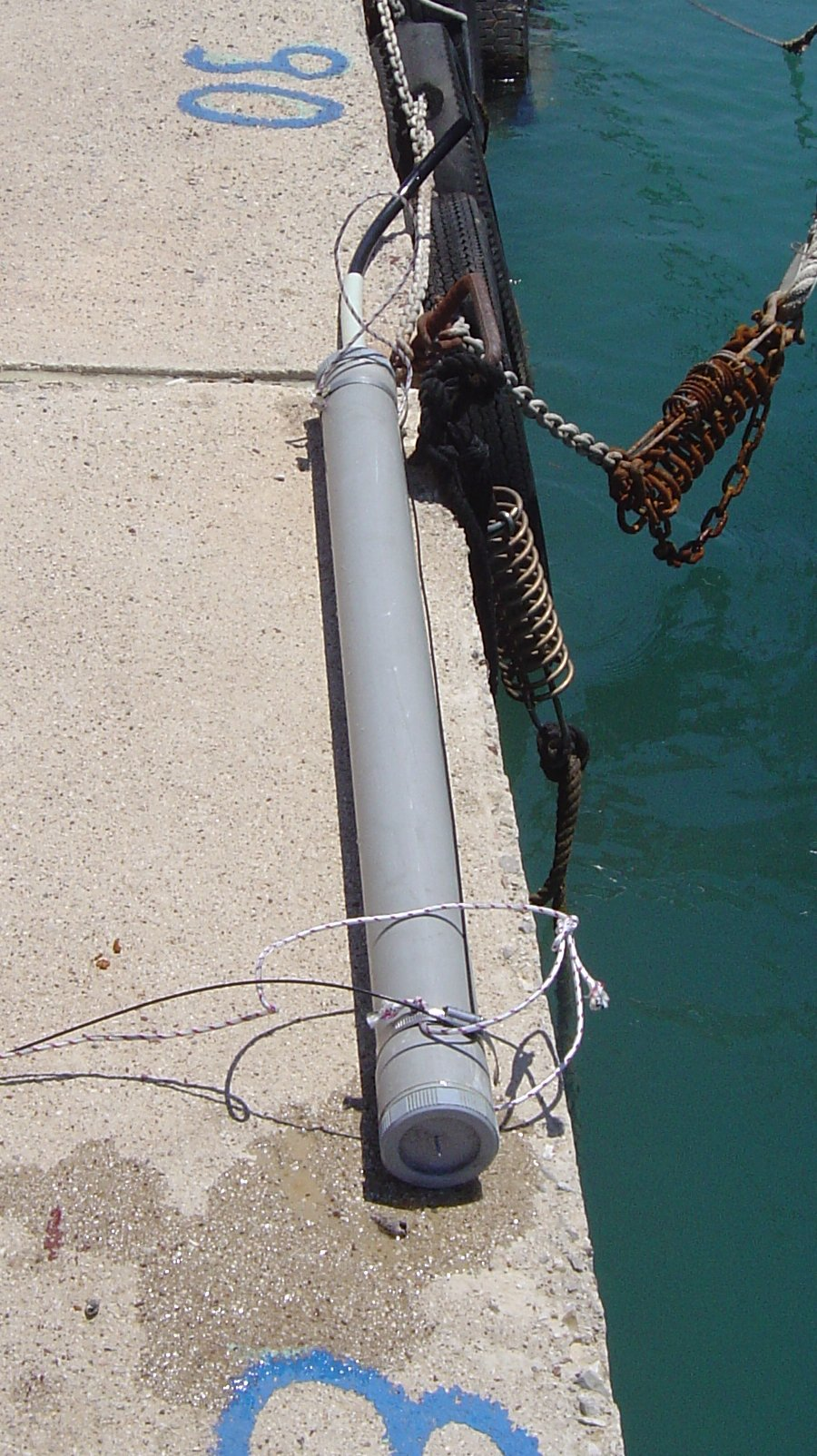
Mareograf

Mareograf (pływomierz) – przyrząd pomiarowy (wodowskaz) służący do automatycznego pomiaru zmian poziomu morza (wysokości lustra wody).
Odniesione do średniego poziomu Morza Bałtyckiego w Zatoce Fińskiej, wyznaczonego dla mareografu w Kronsztadzie koło Sankt Petersburga (Federacja Rosyjska), wartości geopotencjalne podzielone przez przeciętne wartości przyspieszenia normalnego siły ciężkości, zwane wysokościami normalnymi, tworzyły obowiązujący dla  Polski do roku 2012 układ wysokości Kronsztad 86.